# Province de Puno
La province de Puno (en espagnol : Provincia de Puno) est l'une des treize provinces de la région de Puno, au sud du Pérou. Son chef-lieu est la ville de Puno, qui est également la capitale de la région.
La province fut créée par décret du 2 mai 1854.

## Géographie
La province couvre une superficie de 6 494,76 km2. Elle est limitée au nord par le lac Titicaca, la province de Huancané et la province de San Roman, à l'est par la province d'El Collao, au sud par la région de Tacna et à l'ouest par la région de Moquegua.

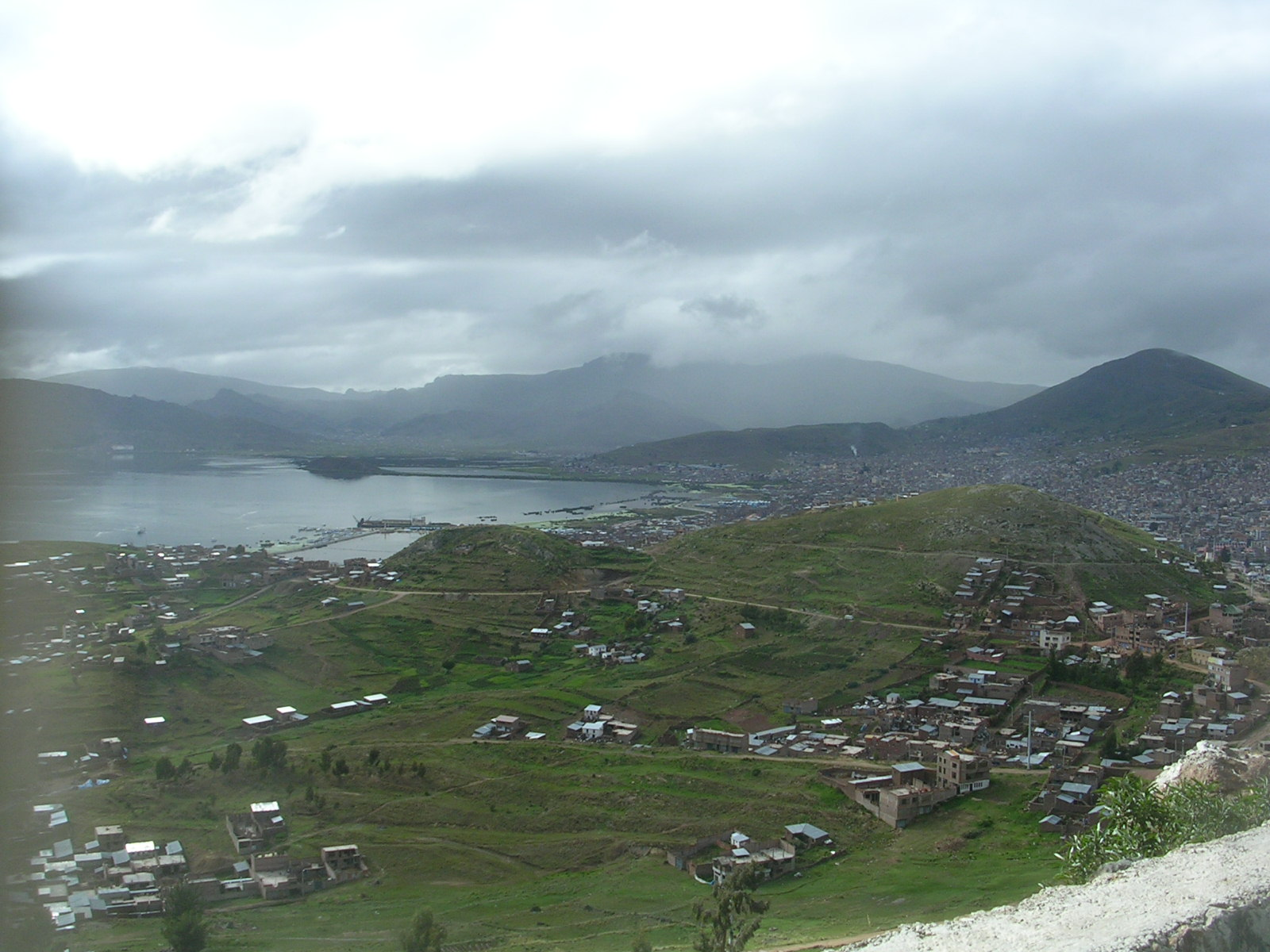
Puno, la capitale de la région, et le lac Titicaca vus du point de vue de Puma Uta

## Population
La population de la province s'élevait à 222 897 habitants en 2005.

## Subdivisions
La province de Puno est divisée en quinze districts :
- Ácora
- Amantaní
- Atuncolla
- Capachica
- Chucuito
- Coata
- Huata
- Mañazo
- Paucarcolla
- Pichacani
- Platería
- Puno
- San Antonio
- Tiquillaca
- Vilque